# Quercus rysophylla
Quercus rysophylla — вид рослин з родини букових (Fagaceae); ендемік Східної Сьєрра-Мадре і прилеглих гір — Мексика.

## Опис
Високе дерево, що досягає 25 м. Кора темно-сіра, глибоко борозниста. Гілочки ±голі, з невеликими світлими непомітними сочевичками. Листки від еліптичних до ланцетоподібних, рідко зворотно-яйцюваті, товсті, шкірясті, дуже шорсткі, 8–18 × 3–7 см; верхівка гостра, зі щетиною, часто коротко загострена; основа субсерцеподібна; край злегка загнутий, цілий або з 2–4 парами зубів із кінчиком щетини в апікальній половині, іноді лише з одного боку; верх темно-зелений, блискучий, голий, окрім деяких зірчастих і залозистих трихомів на жилках; низ блідіший, без волосся, за винятком деяких пахвових пучків і деяких розсіяних волосин уздовж середньої жилки; ніжка листка гола, завдовжки 2–6 мм. Жіночі сережки завдовжки 1 см, 1–4-квіткові. Жолуді дворічні й дозрівають у вересні — жовтні, поодинокі або парні, або більше на міцній, короткій ніжці, яйцюваті, загострені, завдовжки 15–20 мм; чашечка охоплює 1/3–1/2 горіха.

## Поширення й екологія
Ендемік Східної Сьєрра-Мадре і прилеглих гір — Мексика (штати Сан-Луїс-Потосі, Тамауліпас, Нуево-Леон, Ідальго, Керетаро, Веракрус).
Зростає в дубовому лісі, сосново-дубовому лісі та мезофільному гірському лісі. Відомо, що вид росте у вапняку та магматичному субстраті. Росте на висотах 350–2000 м.

## Використання
Важка деревина виду використовується місцево для будівельних цілей.

## Загрози
Виду загрожують фрагментація середовища існування на додаток до антропо-розвитку й незаконних рубок.